# Regio I Latium et Campania
La Regio I Latium et Campania era la prima delle undici regioni dell'Italia augustea. Confinava a sud-est con la Regio III Lucania et Bruttii, ad est ed a nord con la Regio IV Samnium, a nord-ovest con la Regio VII Etruria. Geograficamente era limitata a nord dall'Aniene e poi dal Tevere (tranne che per un breve tratto alle foci di quest'ultimo ove si estendeva anche su parte della sponda destra); a sud era divisa dalla regio III dalla foce del fiume Silarus, l'attuale Sele. Ad est il confine correva lungo la catena degli Appennini; ad ovest si affacciava sul mar Tirreno.

## Territorio
Le descrizioni di Plinio e Strabone hanno indicato agli storici contemporanei una divisione in subregioni. 
- la Campania, era l'ampio territorio a sud del Liri o - secondo Plinio il Vecchio e Caio Lucilio - di Sessa Aurunca  (a metà strada tra il Liri ed il Volturno);
- il Latium vetus (Lazio antico in latino), territorio di origine dei Latini, era la stretta fascia a nord della linea individuata da Lavinium, Colli Albani e Praeneste (oggi Palestrina);
- il Latium novum ("Lazio nuovo") o Latium adiectum ("Lazio aggiunto") era la fascia centrale, inizialmente terra di popolazioni italiche (Ernici, Volsci ed Aurunci), su cui Roma assunse l'egemonia nel corso del V-IV secolo a.C. e quindi colonizzato da romani e alleati latini (in particolare dalle aree rurali).

### Città
Roma era la principale città del Latium e d'Italia. Seconda per importanza all'inizio dell'età imperiale era Ostia, progressivamente sostituita da Porto (civitas Flavia Constatiniana Portuensis) sotto Costantino. Meno importanti erano le tante città latine che pure avevano giocato un ruolo fondamentale nella prima fase della storia romana: Tibur, Tusculum (presso l'odierna Frascati), Aricia (Ariccia), Lavinium, Ardea e Praeneste (Palestrina) dove l'aristocrazia romana aveva sontuose residenze di campagna.

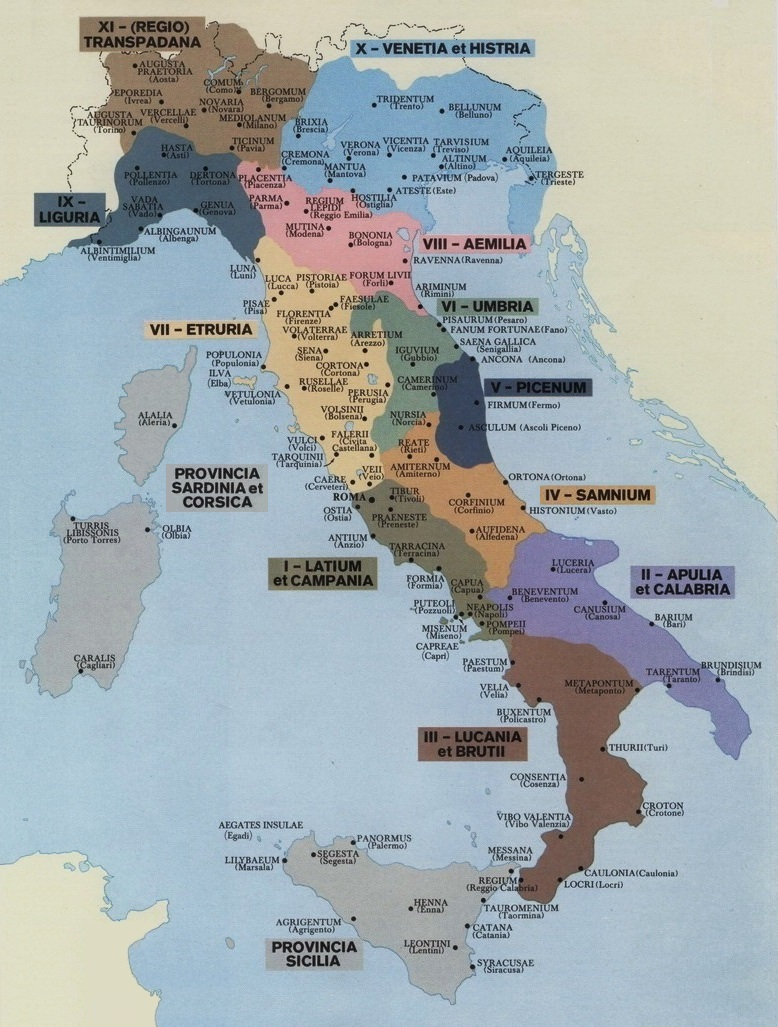
Mappa dettagliata con le regioni dell'Italia al tempo di Augusto (7 d.C.)

La Campania oltre alle famose Pompeii e Capua (oggi Santa Maria Capua Vetere), poteva vantarsi di città come Nuceria Alfaterna (tra Nocera Superiore e Nocera Inferiore, una delle più estese e importanti della Campania) Nola, Acerrae (Acerra), Teanum (Teano), Abella (Avella), Atella, Suessa (Sessa Aurunca) (Ausoni), Cales (Calvi Risorta),  Venafrum (Venafro), Liternum, Misenum (odierna Miseno), Puteoli (Pozzuoli), Cuma, Neapolis (Napoli). Più a sud c'era Salernum (Salerno).
Numerose sono le città menzionate da Plinio il Vecchio nella sua Naturalis Historia al tempo dell'Imperatore romano Vespasiano. Qui di seguito un elenco dettagliato:
- Antium, menzionata da Plinio il Vecchio;[2]
- Ardea (Ardea), città fondata da Danae, madre di Perseo;[3]
- Caieta (Gaeta);[4]
- Formia (Formia), detta Hormia;[4]
- Laurentum (lungo la via Laurentina, a 10 miglia dal centro di Roma);[3]
- Minturnae (Minturno), un tempo chiamata Pirae ed a quel tempo divisa in due dal fiume Liri (Clani);[4]
- Ostia (Ostia), fondata da Anco Marzio;[3]
- Sinuessa, l'ultimo luogo del Latium adiectum;[4]
- Suessa (Sessa Aurunca)
- Speluncae (Sperlonga);[4]
- Tarracina (Terracina), un tempo chiamata Anxur in lingua volsca, posta sul sito dell'antica Amyclae eo Amynclae;[4]

### Vie di comunicazione
L'impero romano era attraversato da una fitta rete stradale che collegavano la capitale con tutte le province, anche le più lontane. Per questo la Regio I era dotata di una fitta rete stradale.
Tra le strade, le principali erano:
- la via Salaria che risaliva la valle del Tevere;
- la via Valeria che attraversava la valle dell'Aniene collegava Roma a Tibur, oggi Tivoli (e per questo motivo il suo primo tratto prendeva il nome di via Tiburtina).
- la via Appia, che usciva da Roma dall'omonima porta (oggi porta San Sebastiano), scavalcava i colli Albani, attraversava le paludi Pontine, raggiungeva il mare a Terracina, toccava poi Fondi, Formia, Sessa Aurunca (Ponte Aurunco, detto "Ponte Ronaco" univa Sessa all`Appia Antica, I e II secolo d.C.), Sinuessa e poi girava verso l'interno per raggiungere Capua; la via poi si inoltrava nelle montagne del Sannio per finire a Brindisi.
- la via Latina, che scavalcava i colli Albani a nord, attraverso il passo dell'Algido e poi percorreva la valle del fiume Trerus (Sacco) per giungere a Fregellae, Casinum (Cassino), Teanum, Cales e Capua per poi ricongiungersi alla via Appia.
- la via Severiana da Ostia a Terracina.
- la via Domitiana che si staccava dalla Appia a Sinuessa per raggiungere Miseno e Puteoli.
- la via consolare Campana che collegava Capua al porto di Puteoli.
- la Via Popilia che collegava Capua con l'estremo meridione d'Italia attraversando tutta la Regio III Lucania et Bruttii toccando Nola, Nuceria Alfaterna  (Nocera Superiore/ Nocera Inferiore) e Salernum, giungendo fino a Rhegium.

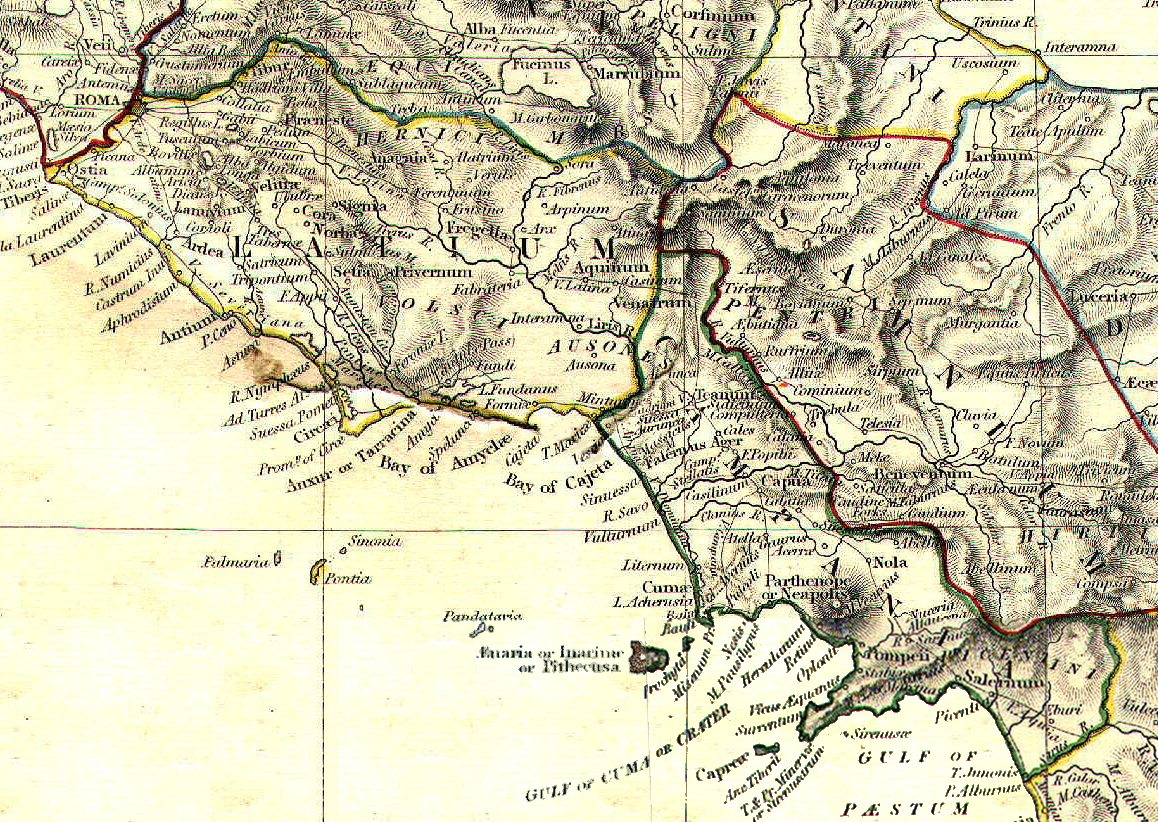
Ricostruzione della Regio I divisa fra Latium e Campania

La Regio I poteva vantare anche numerosi porti che, per ragioni di orografia, si trovano per la gran parte in Campania.
- Misenum, porto militare che dal 12 a.C. ospitò la flotta imperiale del Tirreno (la Classis Misenensis);
- Puteoli (Pozzuoli), il principale porto fino all'avvento di Ostia, dal quale partivano carichi con gli apprezzati prodotti della terra campana quali il vino ed il prodotto delle industrie vetrarie e ceramiche;
- il porto fluviale di Roma dove giungevano le merci dal porto di Ostia risalendo il corso del Tevere (le barche erano trainate da animali) o dall'entroterra discendendolo;
- Ostia, porto artificiale di Roma sul Tirreno
- Il porto fluviale di Nuceria Alfaterna dove navigando il Sarno partivano tutte le merci della valle discendendo fino a Pompei.
- Pompeii (Pompei), porto importantissimo usato da Abella (Acerra) Nola e Nuceria Alfaterna (Nocera) partivano carichi come il tufo nocerino, calcare, legno, noci e nocciole formaggi latticini e vari prodotti manifatturieri

## Economia
Come sempre nell'antichità, la risorsa principale era costituita dall'agricoltura e dall'allevamento. Da questo punto di vista la Regio I era privilegiata rispetto ad altre per le grandi aree pianeggianti e, quindi coltivabili, sia nel Lazio che in Campania.
Proprio nel Latium facevano però eccezione la sezione montuosa nord-orientale ed il massiccio del Circeo, come pure ampi tratti pianeggianti per le famose paludi pontine, bonificate solo nel XX secolo.
Per il Latium, un'altra importante risorsa economica era costituita dalle saline alla foce del Tevere, a lungo contese fra Roma e la città etrusca di Veio. Il sale del Tevere veniva avviato verso l'interno lungo il percorso che più tardi prenderà il nome di via Salaria.
Per quanto riguarda la Campania, e alla (Pianura Aurunca) e ai depositi di sostanze minerali dovuti alle eruzioni del Vesuvio che aiutano la crescita della vegetazione, era (ed è ancora) così fertile che i romani l'avevano denominata felix. Durante l'ascesa di Roma ne fu anche uno dei principali granai.
Quando nel periodo tardo repubblicano e nella prima età imperiale il fabbisogno di cereali della capitale era coperto dalla produzione delle province d'Africa e d'Egitto, nella regione ci si orientò verso coltivazioni più redditizie, in primo luogo quella della vite e del vino: il Falerno, lo Statano, il Caleno e il Sorrentino, il Massicum. Di importanza quasi paragonabile alla viticultura doveva essere la coltivazione dell'olivo, soprattutto nel territorio di Venafrum (Venafro).
Negli ultimi decenni dell'Impero romano, quando ormai il grano egiziano era dirottato verso la capitale d'Oriente e quello africano era nelle mani dello Stato ostile dei Vandali, il grano tornerà ad essere il principale prodotto della Campania.

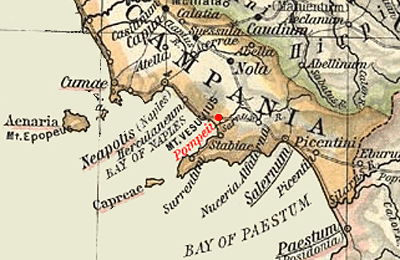
La Campania antica e Pompeii

La Campania esprimeva anche uno dei principali distretti manifatturieri dell'Italia: i giacimenti di argilla di Cales erano utilizzati già dal V-IV secolo a.C. per la produzione di una raffinata e celebre ceramica; a Capua e Puteoli, a partire dall'età augustea, si iniziò a sfruttare le sabbie delle foci del Volturno per la lavorazione del vetro.
Sempre a Capua, inoltre, era nata già nel suo periodo etrusco un'importante industria di lavorazione dei metalli, proseguita in età imperiale. La materia prima vi giungeva dalle zone di estrazione dell'isola d'Elba. Molto importante, inoltre, erano la produzione di terrecotte architettoniche e cosmetici.
Nuceria Alfaterna si produceva ed esportavano i materiali di costruzione come la Nocerite (tufo grigio), tufo giallo, calcare, legna, noci e nocciole importantissime per il sostentamento degli eserciti, latticini e formaggi e (i Monti Lattari ricordano l'importante produzione che vi era), la produzione di cibo erano abbondanti e assicurate grazie al fiume Sarno il Nilo della Campania e la già citata fertilità del terreno
Pompei era rinomata per la produzione di garum (salsa di pesce), che veniva esportato grazie al piccolo porto alle foci del fiume Sarno.
Come testimoniano le tante residenze (anche imperiali) rinvenute nel golfo di Napoli, le coste della Campania avevano anche un'altra risorsa economica: il turismo. Infatti, agli anziani e ai malati che vi avevano trasferito definitivamente la loro residenza, nel periodo estivo si aggiungeva una folla di villeggianti in cerca di refrigerio dalla calura di Roma. Tra i più noti si ricordano gli imperatori Tiberio, che si trasferì per molti anni a Capri, e Claudio, che preferiva Baia.